# 有村治子
有村 治子（ありむら はるこ、1970年〈昭和45年〉9月21日 -、 ）は、日本の政治家。自由民主党所属の参議院議員（5期）。参議院情報監視審査会長。自由民主党両院議員総会長。
女性活躍担当大臣兼行政改革担当大臣兼国家公務員制度担当大臣兼内閣府特命担当大臣（規制改革、少子化対策、男女共同参画）（第2次安倍改造内閣・第3次安倍内閣）、内閣府特命担当大臣（消費者及び食品安全）（第2次安倍改造内閣）、文部科学大臣政務官（第3次小泉改造内閣）、裁判官弾劾裁判所裁判長、参議院政治倫理審査会長、同環境委員長、自由民主党中央政治大学院長、同広報本部長、同参議院政策審議会長、同総務会長代理、同政務調査会長代理、同総務副会長、同憲法改正実現本部副本部長、同女性局長などを歴任。

## 来歴

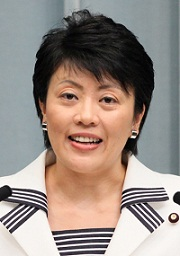
2014年、入閣時の記者会見にて

石川県に生まれ、滋賀県で育つ。近江兄弟社高等学校を経て、1994年国際基督教大学教養学部社会科学科卒業。1997年、スクール・フォー・インターナショナル・トレーニング大学院（School for International Training、SIT）修士課程修了、M.A.を取得。同年日本マクドナルド株式会社入社、人事本部で勤務した。
2001年、第19回参議院議員通常選挙・比例区（全国区）に自由民主党公認候補として出馬し、初当選。2005年、第3次小泉改造内閣で文部科学大臣政務官に就任。
2007年、第21回参議院議員通常選挙・比例区（全国区）で再選。同年8月、自民党女性局長に就任。2008年、参議院環境委員長に就任。
2013年、第23回参議院議員通常選挙・比例区（全国区）で3選。同年10月、自民党両院議員総会副会長に就任。
2014年9月 第2次安倍改造内閣で初入閣、初代女性活躍担当大臣となる。同時に、行政改革担当大臣、国家公務員制度担当大臣および内閣府特命担当大臣（消費者及び食品安全、規制改革、少子化対策、男女共同参画）に就任。
同年12月、第3次安倍内閣で、消費者及び食品安全分野以外の大臣担務を再任。2015年10月、内閣改造により退任。
2017年8月、自由民主党政務調査会会長代理に就任。2018年10月、自由民主党総務会会長代理に就任。2019年1月、自由民主党参議院政策審議会会長に就任 。
2019年7月、第25回参議院議員通常選挙・比例区（全国区）で4選。同年8月、参議院政治倫理審査会会長に就任。
2020年4月、裁判官弾劾裁判所裁判長に就任。2021年2月、自由民主党広報本部長に就任。同年10月、参議院政治倫理審査会会長に就任。同年11月、自由民主党参議院議員副会長に就任。
2022年9月、女性として初の自由民主党中央政治大学院学院長に就任。同年10月3日、参議院情報監視審査会会長に就任。
2024年4月23日、自民党両院議員総会長に就任。同年9月27日に行われた自民党総裁選挙において高市早苗の推薦人に名を連ねた。
2025年7月、第27回参議院議員通常選挙・比例区（全国区）で5選。

## 人物
2022年9月2日、共同通信社により、旧統一教会またはその友好・関連団体等、信者から資金、選挙支援を受けておらず、集会出席・祝電打電等を行っていないとの回答が公表された。9月4日には朝日新聞社でも同様の回答が公表された。

## 政策・主張

### 領土問題・領土教育
竹島について、「竹島に関しては、これが同じ我が国領土への対応かと驚くほどに政府の関与が少なく、竹島の返還要求、領土権確立に向けての運動が、島根県議会や県民皆さんによる善意だけに委ねられている事態が続いている。先月も私は島根県に伺い、竹島の領土権を確立するための県民皆さんの何十年来の涙ぐましい努力を目の当たりにしました。しかし政府には、この島根県の熱意を受けとめ、竹島の重要性を共有してくれる部署がありません。北方領土のみならず、竹島など我が国固有の領土問題について対応する部署を明確にすることは、我が国の主権や、我が領土から200海里の排他的経済水域を守ること、天然エネルギー資源・漁業権などの海洋権益、外交防衛の観点からも喫緊の課題です」と述べた。「領土は独立国家の根幹を成すもの。北方領土問題を抱える北海道や、竹島問題を抱える島根県に縁がない者が本気で取り組むからこそ意義がある」と考えている。
民主党政権下においても、野党として自由民主党の代表質問に立った際には、竹島の記述が政治判断によって高校新学習指導要領解説書に盛り込まれなかったとして、尖閣諸島を含め、日本の領土について正確に教えるべきだと髙木義明文部科学大臣の見解を促し、「領土問題に与野党はなく、一刻の猶予も許されないはずだ」として、日本の領土・主権を包括的に所管する部門の設置を政府に提案している。
2010年の「竹島の日」記念式典に出席し、「歴史的にも、国際法上も竹島が日本領土であるとの認識を国民に広げ、韓国に示すことが、領有権確立につながる。外交交渉では、事実に基づき、勝負すべきだ」と述べた。
北方領土をロシアが占領した時期について、中学社会科の教科書のうち、帝国書院の公民教科書と教育出版の地理教科書が「第二次世界大戦末期にソ連が占領」と記述しており、これが日本政府の見解と異なり、史実に照らしても誤りであると2005年3月29日の参議院文教科学委員会で質した。その後、同年7月7日の参議院文教科学委員会にて、帝国書院および教育出版2社から、文部科学省に教科書の訂正申請があったことと、北方領土をロシアが不法占拠した時期について、帝国書院の公民教科書では「第二次世界大戦末期」としていた記述を「第二次世界大戦後」と訂正し、教育出版の地理教科書においても、「第二次世界大戦の末期」としていた記述を、「第二次世界大戦が終わった直後」との訂正を行ったとの答弁があった。

### 皇室

#### 北京オリンピックへの皇族出席について
天皇や皇族が、時の政権や外国政府に政治利用されることを懸念している。
2008年の北京オリンピック開会式に向けて、中国政府が温家宝首相、王毅駐日大使らを通じて、皇太子・同妃夫妻の出席を日本側に非公式に打診していることが報道されると、同年3月27日の参議院内閣委員会で、1989年の天安門事件を受けて西側諸国が対中制裁をしていた中で「日本政府が天皇陛下の訪中を実施したことが、中国の国際的孤立化を打破する契機となり、これは日中二国間の範囲を超えた国際的効果があった」と中国の元外相　銭其琛が回顧録に記した見解を国会質問で引用し、中国政府による皇室の政治利用を警戒した。その上で、チベットにおける中国の人権抑圧政策に対して、国際世論の懸念が高まっているとして、2008年北京オリンピックの成功を国威発揚に最大限活用したい中国によって、日本の皇室が再び政治的に利用されないよう、慎重に判断するよう要請した。有村の質問に対し、岩城光英官房副長官は「諸般の事情を踏まえつつ慎重に検討する」と答弁した。4月2日、日本政府は中国の要請を受諾しない方針を固め、皇族の北京五輪開会式への出席見送りを決定した。

#### 天皇特例会見について
2009年の天皇特例会見について、天皇と習近平中国副主席（当時）との会見が「一か月ルール」を無視しておこなわれたとして、「民主党政権が、体調が優れなかった陛下に相当無理な政治的日程を強いた」と批判した。

#### 即位礼直前の台風19号と「祝賀御列の儀」の延期
今上天皇の「即位礼正殿の儀」が挙行される直前の2019年10月12日に台風19号が日本に上陸した。有村は10月17日朝に行われた自民党の台風19号非常災害対策本部会議で、「まだ被害の全貌もつかめず、行方不明者の捜索にあたっている現在、国民統合の象徴としての陛下のご即位に際しては、被災されている地域の気持ちも考慮して頂きたい」と述べた。
その後10月18日に、「祝賀御列の儀」を11月10日に延期することが閣議決定された。
有村は、「国民と共にあられるのが皇室の伝統であり、天皇陛下もご決意を明らかにされている。分断の要素が多い社会にあって、被災者を含め、国民統合の象徴としての陛下のご存在を強く意識している。世界各国が敬意を払う日本の皇室において、万世一系の皇統こそ、権威の源泉だと考える」と毎日新聞のインタビューに答えている。

#### 女性宮家について
女性宮家の創設に反対しており、第193回国会において天皇の退位等に関する皇室典範特例法案が審議される過程で、2017年6月1日に衆議院議院運営委員会にて女性宮家創設などを政府に求める付帯決議が採択されたことで、参議院天皇の退位等に関する皇室典範特例法案特別委員会の理事を辞任。皇位継承の伝統を守る立場から女性宮家創設に反対する見解を示した。6月7日の参議院特別委員会では、特例法案には賛成したが、同様の決議案（自由民主党、民進党、公明党、日本維新の会などの共同提案）の採択で採決に参加した委員のなかでただ一人反対し、吉田博美党参院幹事長より厳重注意を受けている。同委員会の委員である野党議員に対する手紙の中では「この一週間、法案に賛成するということだけで頭の中が一杯になっており、何を考えていたのか、附帯決議の採決があるという当然のことを、すっかり放念しており、突然腰が上がらない事態に陥ってしまいました」「大変反省しており、自分でも驚き、言葉を失っております」と釈明した。8日に参議院政審会長代理などの党役職の辞表を提出した。

### 国旗・国歌・国籍

#### NHK「ニュースウォッチ９」の国旗映像
2017年4月13日の参議院内閣委員会で、国旗に関する政府見解について、複数の独立国の国旗を上下に掲示または表示することが適切か否かを尋ねた。岸信夫外務副大臣は、「外交儀礼上、一般論として、複数の独立国の国旗を一本の旗竿や壁、壁面等に上下に掲揚することは適切でなく、あってはならないこと。下に掲揚された国旗は下位、服従あるいは敵への降参等を意味すると受け止められる。」と答弁している。
続けて有村は、中国国旗の下に日本国旗を配した映像を放送したNHKニュースウォッチ９の事例を紹介し、「独立国家を対等に尊重する姿勢こそ、国連が掲げる基本的な民主主義の精神、すなわち独立国であれば、人口や経済力・軍事力の多少に関わらず、国旗は対等に同じポジションで表示することが世界の常識ではなかったか」と主張した後、中国の国旗が上、日本の国旗が下となっている映像が、受信料を負担し公共放送を支える視聴者、国民の期待や評価に堪え得る適切な表記になっているかどうかを、NHKを所管する総務省に尋ねている。その上で「国旗はその国の国民のいでたち、価値観、国土、そしてその国の誇りを象徴するため、我が国の国旗はもとより、他国の国旗も敬意を持って表すべきである」と質問を締めくくった。

#### 国旗国歌法に反対した民主党総理・閣僚について
民主党政権時、参議院本会議において自民党を代表して質問に立ち、「菅民主党政権には、『国旗及び国歌に関する法律案』に反対票を投じた政治家が、総理をはじめとして、江田法務大臣、前原外務大臣、枝野官房長官など、実に8人もいます。国旗・国歌を大事にすることは世界の常識。多くの日本人が大事に思い、愛着を持っている日本の国旗と国歌に面と向き合わず、国家国民に対する敬意と誇りを示すことができない民主党の議員が閣僚となっている現状に、国民は直観的な不安を抱くのです」と批判した。

#### 政治家の二重国籍について
2016年の参議院予算委員会で、重国籍問題および国籍法について、外務公務員が重国籍を禁じられている一方で、総理大臣や外務大臣をはじめとする閣僚、自衛隊・防衛省職員、皇宮警察を含む警察官、皇族や閣僚を警護するSP等に対し、重国籍を禁じる法律がない現状を指摘し、法的脆弱性や機密保全上の問題がないのか、政府を質している。
この際、上海総領事館員自殺事件やボガチョンコフ事件の例を挙げ、政治や行政の中枢に携わる者が重国籍であることの危険性を示し、「国家機密を扱う国会議員が、日本国籍のみを持つことは、『国家国民に忠誠を誓う証左』であり、当然の責務では」と主張した。安倍内閣総理大臣は、「確かに問題点は存在する。政府としてもそうした問題点は整理していかなければいけないこと」と答弁している。
かつて民主党の菅直人政権の時代に、二重国籍の人物が総理大臣補佐官になっていたことを挙げ、国家機密を扱う公人が情報漏洩の懸念を持たれないよう、組閣や総理補佐官指名の際には、「日本国籍のみを持っていることを、しっかり審査すべきだ」と提案。安倍総理大臣も答弁において、国籍法が求める国籍選択努力義務を履行することの重要性について賛同した。

### 戦後処理

#### 戦没者追悼と靖国参拝
戦没者の慰霊や遺族への敬意は国家国民の最も基本的かつ根幹的な努めだと考えており、戦争の記憶が風化していくことを懸念している。
例年、靖国神社の春季および秋季例大祭、8月15日の参拝を継続しており、大臣時代にも3度参拝している。国務大臣として靖国神社を参拝した際、中国や韓国など近隣諸国への外交的影響について記者団に尋ねられた有村は、「国家の命により、戦地に赴き命を捧げられた方々にどのように向き合い、追悼するかは国民が決める話であり、他国に『参拝せよ』とか『参拝するな』と言われる話ではないと認識している」とコメントし、外交関係になるような性質のものではないとの立場を取っている。
また、「戦後、ご遺族の方々は苦しみを乗り越えて生きてこられた。その歩みにも思いを馳せて、参拝させていただいた」とも語り、戦没者遺族への支援、遺骨収集、8月15日正午の戦没者に対する黙祷、および戦没者の遺品への尊重を主張した。

#### 戦没者遺品の扱い
2016年10月6日の参議院予算委員会で、「親族が寄せ書きして出征する兵士に託した『寄せ書き日の丸』や戦地での無事を祈って結んだ『千人針』は、戦場で兵士が最期まで身に付けていたお守りであり、遺骨や遺品を一つも手にできなかったご遺族にとっては、戦没者が最期に残した遺品は、故人の魂そのもの。インターネットで競売されるようなものではない。戦没者の遺品の尊厳を守ることも、戦後派世代の私達ができる大事な平和運動だ」と述べた。
「ご遺族の心情を害する、ご遺族にとっては耐え難いこと。」との厚生労働大臣および経済産業大臣の答弁がなされ、両大臣がネット事業者の自主規制を求めた。英訳されたこの国会議論が転機となり、米国に本社を置く世界最大級のネットオークションサイトe-bayが対応を改め、「寄書き日の丸」等の戦没者遺品を「コレクションではなく形見」と認識し、競売を自粛するようになった。

### 女性活躍・政治改革

#### 議会の公務欠席事由に「出産」を明記
2000年に参議院、2001年に衆議院の議院規則において、公務を欠席する事由に「出産」が明記されるまで、出産は「事故」として受理されていた。国会で議院規則が変更されたのちも、全国の地方議会においては、出産に伴う公務欠席理由は、通常、「事故」と処理されていることが多かったが、有村は「出産は事故ではない」として、2015年に女性活躍担当大臣として全国市議会議長会等に対し、各市議会の雛形となる標準会則の欠席事由に「出産」を明記することを要請し、都道府県議会で未整備であった静岡県・千葉県・滋賀県にも働きかけ、全都道府県議会でも会則を整備することの重要性を主張した。その後、1205の市区町村議会で新たに出産を明記した議会会則が明文化され、2019年（平成31年）4月1日現在、計1409の市区町村議会、また都道府県議会および政令指定都市議会においては、全ての議会会則において「出産」が明記されるようになった。
女性議員の割合が、市議会で16％、都道府県と町村議会では11％に過ぎないとして、「日本には女性が一人もいない議会が、311議会もある。有権者の約52％は女性なのに、その代表が議会に一人としていない議会が、本当に健全な政策を作れるのだろうか」と疑問を呈し、「子育て世代の女性が議会に入りやすい環境を創ることは、若い世代の男性も、障害の有無にかかわらず、さまざまな背景や経験をしている人が議会に入りやすくなるきっかけになる」とコメントしている。政治家の男女別・世代別構成比を見ると、若い世代、子育て中の女性は、議会に最も代表を送れていない国民の層であり、まずはその層が議会を志せる環境を整えたいとし、女性や若者が政治を志せるような環境作りに努めるとしている。

#### 候補者に対するハラスメントについて
世界経済フォーラムが発表するジェンダーギャップ指数において、日本が世界149か国中110位であり、特に政府分野で女性議員の割合が極めて低いことが日本の評価を下げる要因となっているとして、2019年3月4日の参議院予算委員会で、女性の政治参画が遅々として進まない理由には、立候補する時点、すなわち、選挙においてアンフェアな壁があるのではないかとし、特に新人候補や女性議員が有権者から受けたハラスメントを具体的に列挙して、「候補者に何をやっても許される、というアンフェアな対応を社会として見過ごすことは、健全な民主主義の発展にもとる」と述べた。
AERA、文藝春秋、朝日新聞、FNN（2019年3月5日）、日テレ（2009年3月9日）等がこの国会質問に関する特集やインタビュー記事等を組み、候補者に対するハラスメントを正面から論じる先鞭となった。その後、2021年に与野党全会一致で改正された「政治分野における男女共同参画の推進に関する法律」では、候補者に対するハラスメントの防止策を政党や国、自治体に求める条文が、初めて明記されるようになった。

#### 地方議会会議規則における出産休業期間の明記
労働基準法は産休を定めているが、議会人には適用されていない。産前産後の休業期間について9割以上の議会が明文化しておらず、同僚議員や有権者の理解を得られず、無理して活動する女性議員が相次ぎ、若い世代が立候補を敬遠する一因にもなっている。
「出産を軽んじない社会に向け、孤軍奮闘する地方議員の力になりたい。もう私が将来出産することはないので、『我田引水』と言われずに、次に続く人達のために汗をかける」として、2020年12月、橋本聖子男女共同参画担当大臣や稲田朋美衆議院議員と共に、全国都道府県議会議長会、全国市議会議長会、全国町村議会議長会の各代表に対し、地方議会において政治活動と出産・子育てが両立できるよう、標準会議規則に「産前6週間、産後8週間」の産休期間を明記する必要性を主張した。
この要請に伴い、全国都道府県議長会と市議会議長会、町村議会議長会の三議長会が、時期を同じくして議会運営の基準となる標準規則をいずれも改正し、産休期間を「産前6週、産後8週」と初めて明記し、欠席事由に「育児」や「介護」も加わった。市議会と町村議会議長会の標準会則には、公務欠席事由として「配偶者の出産補助」も明記され、男性の育児参画を促す価値も初めて書き込まれた。政治活動と出産等が両立できるよう、地方三議会の標準規則が揃って改正されるのは、全国規模での整備に向けて意義ある一歩だと識者の評価を得ている。
「妊娠出産を前提としていない男性の視点で敷かれた議会ルールのもとで、男性と同じようにふるまわなければ議員として生き残れないということでは女性の政治参画は広がらず、『肉食系の女性議員』しかいない議会が健全だとも思わない。政治活動と妊娠・出産・子育ての両立は、単に若い女性だけの問題ではなく、社会に対する投資だと捉えてほしい。不妊治療を取り巻く問題、高齢出産に伴うリスク、産後うつの問題、子育てをしながら親の介護をするダブルケアなど、さまざまなライフイベントを経験し、汗や涙を流して、やっと編み出される主張には、説得力がある。そうした経験こそが、共感を呼ぶ政策や予算編成、社会を変えていく力になる。」とインタビューに答えている。

### 外交防衛

#### 北朝鮮によるミサイル発射事案
北朝鮮によるミサイル発射実験をうけて行われる政府発表でミサイルを「飛翔体」と表現していることについて、ミサイル対策会議役員会にて、「飛翔とは、本来おめでたい言葉。『飛翔体』と発表していては、ミサイル技術を急速に発展させている北朝鮮の危険性が国民に的確に伝わらない」として、改善を求めた。この提案を受け、日本政府は2016年から使用してきた「飛翔体」を、2020年3月から「北朝鮮による発射事案」に改めた。

#### 尖閣諸島中国漁船衝突事件
尖閣諸島中国漁船衝突事件について、衝突事件を記録したビデオは、日本の対応が国際法の観点からも正当性があることを明示する決定的証拠であるとして、全面公開を菅直人総理に要求した。

#### 環太平洋経済連携協定
環太平洋経済連携協定（TPP）への参加について、2011年に当時の民主党政権の外交交渉力不足等の理由で反対し、TPPが中国を取り巻く緩やかな安全保障リーグというなら、国民にその重要性を訴えるべきだと主張した。自民党の国会議員で結成されたTPP参加の即時撤回を求める会に参加し、2013年の参院選では、朝日新聞社と東京大学・谷口将紀研究室の共同アンケート調査に対し「どちらかと言えば反対」と回答した。

### 教育・子育て支援・家族政策

#### 「幼児教育・保育の無償化」を政府公式用語に
NHK全国中継がなされた参議院予算委員会で、自民党政審会長として質問に立ち、「政府が掲げた『幼児教育の無償化』は、就学前のお子さんが通う幼稚園、保育所、認定こども園等、全国の実態を踏まえれば、『幼児教育・保育の無償化』という用語が適切では」と提案し、宮腰少子化対策担当大臣が「『幼児教育・保育の無償化』として、政府を挙げてその意義や内容を広く周知をしてまいります」と答弁。

#### 教科書無償制度について
教科書無償制度の意義を徹底してこなかったとして教科書会社各社に働きかけた結果、「この教科書は、これからの日本を担う皆さんへの期待を込め、税金によって無償で支給されています。大切に使いましょう」という文言が、小学校では平成19年度、中学校では平成20年度以降から、義務教育における全学年、全分野の教科書の裏表紙に掲載されるようになったと主張している。

#### 妊娠・子育て
人工妊娠中絶に慎重な立場で活動をしていた「天使のほほえみ」の会合において、命と母体の心身の安寧を尊ぶ視点から、講演をしたことがある。また、「子供をつくる・つくらない、できた・できない、堕ろす・堕ろさない」は工業製品のような表現として違和感を感じており、講演などでは、子供を「授かる」と表現している。
外見からは判別し難い妊娠初期の妊産婦に対する周囲の理解を得るためのマタニティマークを全国に広げた。

#### 選択的夫婦別姓
選択的夫婦別姓制度の導入を含む民法改正に反対しており、2010年3月20日に開かれた「夫婦別姓に反対し家族の絆を守る国民大会」に出席した。

#### 全国教育問題協議会との関係
全国教育問題協議会で顧問を務めていたことが公式サイトで公表されていたが、2022年8月4日までに削除された。
2016年2月23日に開催された全教協の総会、2018年5月30日、役員会と総会、2021年11月30日、自由民主会館で開催した役員会、2022年6月1日、自由民主会館で開催した役員会総会に参加した。2016年10月25日、全教協結成40周年の祝賀会に、来賓として迎えられた。2017年8月19日、自由民主会館で開催した第37回教育研究大会で基調講演、2019年5月31日、自由民主会館で開催した役員会、総会、教育研究大会で講話、2020年9月に刊行された全教協の機関誌「教育問題16号」で寄稿した。

#### Ph.D（博士号取得者）について
2022年4月5日、7日に参議院内閣委員会において日本に於けるPh.D（博士号取得者）数減少について質問。米、独、中、韓といった経済規模の大きな国においては博士号取得者が大幅に増えているにもかかわらず日本のみが減少している状況に警鐘を鳴らし、国力の凋落に繋がっていることを示唆。博士人材を活かせない日本の構造改革の第一歩として、まずは国家公務員において博士号の取得が損にならないよう適切に処遇し、博士の社会的評価を上げることを提言している。
また同年11月10日、参議院内閣委員会において、4月の質疑に続き、博士号取得者が不当に低い評価を受けている日本の風土を変える事を訴えている。
答弁の中で、内閣府科学技術・イノベーション推進事務局、人事院、内閣人事局が合同で各省庁に在籍する博士号取得者の定量・定性調査が進められていること、博士課程修了者については更に高い初任給を決定できる仕組みが導入され、月額給与で約5000円、年間給与で80000円程度引き上げられることが示された。
防衛装備庁においては約590名の研究職等のうち約160名が博士であり、文部科学省においても令和5年度入省者（総合職職員）の約15％が博士、予定者であると初めて政府における博士の人数、割合が明らかにされた。
国家公務員制度担当大臣からは博士号取得者が名刺に表記するのは海外では当たり前、霞が関でも進められるよう考えるとの答弁を引き出した。

#### 日本学術会議について
2022年4月26日の参議院内閣委員会において、日本学術会議が防衛装備庁の研究助成事業というだけで軍事研究、デュアルユース（軍民両用）と忌避している姿勢を質し、学術会議の事務局長は「研究を一律に禁止するという趣旨のものではございません」と答弁した。有村は、国民的理解を得る姿勢を見せないのであれば民間団体としての活動を求めた。また、「科学技術力は国力の基盤であり、国の安全や『稼ぐ力』に直結するため、米中をはじめとする先進国は、しのぎを削って先端機微技術の開発を産学官で進めている。日本の安全保障環境は厳しさを増しており、国民の命と国益を守るため、学術会議がどのような姿勢で軍民両用技術に向き合い、真の意図を全国の大学に伝えるのか、しっかりと説明責任を果たしていただきたい」と述べた。

### 税制
2014年4月に予定されていた消費税の8%への引き上げについて、「予定通りに引き上げるべきだ」と回答している。また、軽減税率の導入にも反対している。また、たばこ税の増税に反対しており、2010年の財務金融委員会で提出された「公平性を欠くたばこ税増税反対に関する請願」の紹介議員に名を連ねている。

### 代表質問
第207回臨時国会で代表質問に立ち、2021年7月に災害派遣された自衛官のワクチン接種率がわずか1割だったことを指摘し、「自衛官が、接種を受けられないまま感染リスクが高い三密での救助活動を続けられたと思うと、何とも忍びない思いです。度重なる雨で地盤が緩み、二次災害の危険もある中で人命救助に当たる自衛官すら、優先接種の対象となっていなかったことが、果たして適切だったのでしょうか。」と自衛官へのワクチン接種をはじめとした新型コロナウイルス対策の必要性を求めた。

## 献金問題
2011年および2012年に有村が代表を務める政治団体に寄付をした鹿児島市内の企業が、2008年から2010年にかけて法人税を脱税したとして、2013年に法人税法違反により起訴され罰金を科されていたことが、2014年9月の有村の大臣就任後に報じられた。有村の事務所は「指摘で初めて知った。事実確認をし、返金の手続きを進めている」としている。
同年11月、有村は参議院消費者問題に関する特別委員会で、民主党の斎藤嘉隆議員の質問に対し、「寄付を頂いていたのは、当該企業が起訴される平成25年の前年より前のことです。献金を頂いた企業が翌年以降に将来脱税をするかどうかを予測することは不可能です。献金をいただいていた時点では、そもそも脱税は発生していなかったし、予想しえなかったものです。しかし今回、大臣就任にあたり、当該企業が有罪判決を受けていたことを報道で知った以上は、私自身の説明責任を果たす上で、寄付は全て、当該企業が有罪判決を受ける以前に頂いていたものですが、躊躇なく即刻即日のうちに全額返金を決め、返金手続きも全て完了しております」と答弁している。
この件に関し、衆議院予算委員会において、民主党小川淳也議員の質問に対し答弁に立った安倍総理大臣は、「こういう公共の電波を使ってイメージ操作をするのはおかしいと思いますよ。安倍内閣の閣僚の名誉がかかってるんですから。有村大臣が献金を受けたのは、まだ当該企業が訴追をされて判決が出る前であり、何らこれは予測ができないわけでありまして、我々も献金を受けた後に、その企業が脱税事件を起こしたこともあります。しかしその際には、直ちに返していく。我々が寄付を受ける企業に対して、この企業が将来果たして脱税をするかどうか、そういう予測は基本的にはできないという中において起こってきた問題であり、これがあたかも犯罪であるかのようにパネルに並べていくのはおかしいと思います。」と答弁している。

## 所属団体・議員連盟
- 創生「日本」（副幹事長）
- 神道政治連盟国会議員懇談会 （副幹事長）[135]
- 天皇陛下御即位二十年奉祝国会議員連盟（事務局次長）
- TPP交渉における国益を守り抜く会
- 日本会議国会議員懇談会[104]（政策審議会副会長）[135]
- 日本女性の会（副会長）[135]
- 平和を願い真の国益を考え靖国神社参拝を支持する若手国会議員の会
- 親学推進議員連盟[136]
- 国籍問題を検証する議員連盟
- みんなで靖国神社に参拝する国会議員の会[104]
- 日本の尊厳と国益を護る会(幹事)[137]
- 対中政策に関する国会議員連盟
- 全ての女性の安心・安全と女子スポーツの公平性を守る議員連盟（副代表）[138]

## 家族・親族

### 家系
マスコミ報道では、「先祖は東郷平八郎」、「有村次左衛門や日露戦争の東郷平八郎海軍大将の子孫」、「薩摩浪士、有村次左衛門の弟の子孫」と報じられている。

下記の一覧には、日本の民法において親族の範囲に含まれる者のみを記載した。
- 有村國彦（高祖父） - 銀行家
- 海江田信義（高祖伯父） - 政治家
- 有村兼武（高祖伯父） - 薩摩藩士
- 有村兼清（高祖伯父） - 薩摩藩士
- 藤居静子 (祖母) - 藤居本家6代目当主
- 有村國宏（父） - 政治家、有村家本家14代[142]
- 有村國孝（叔父） - ICカード発明者
- 有村國俊（兄） - 滋賀県議会議員、真宗大谷派眞念寺住職
- 有村國知（弟） - 滋賀県愛荘町長

### 系図
- 赤地に黒太字は本人、黒地は親族の範囲外の者を示している。

| 有村兼善 | 有村兼善 | 有村兼善 | 有村兼善 | 有村兼善 | 有村兼善 |  |  | 海江田信義 | 海江田信義 | 海江田信義 | 海江田信義 | 海江田信義 | 海江田信義 |  |  | 海江田幸吉 | 海江田幸吉 | 海江田幸吉 | 海江田幸吉 | 海江田幸吉 | 海江田幸吉 |  |  | 海江田一郎 | 海江田一郎 | 海江田一郎 | 海江田一郎 | 海江田一郎 | 海江田一郎 |  |  | 海江田忠義 | 海江田忠義 | 海江田忠義 | 海江田忠義 | 海江田忠義 | 海江田忠義 |  |  |          |          |          |          |          |          |  |  |
| 有村兼善 | 有村兼善 | 有村兼善 | 有村兼善 | 有村兼善 | 有村兼善 |  |  | 海江田信義 | 海江田信義 | 海江田信義 | 海江田信義 | 海江田信義 | 海江田信義 |  |  | 海江田幸吉 | 海江田幸吉 | 海江田幸吉 | 海江田幸吉 | 海江田幸吉 | 海江田幸吉 |  |  | 海江田一郎 | 海江田一郎 | 海江田一郎 | 海江田一郎 | 海江田一郎 | 海江田一郎 |  |  | 海江田忠義 | 海江田忠義 | 海江田忠義 | 海江田忠義 | 海江田忠義 | 海江田忠義 |  |  |          |          |          |          |          |          |  |  |
|          |          |          |          |          |          |  |  |            |            |            |            |            |            |  |  |            |            |            |            |            |            |  |  |            |            |            |            |            |            |  |  |            |            |            |            |            |            |  |  |          |          |          |          |          |          |  |  |
|          |          |          |          |          |          |  |  |            |            |            |            |            |            |  |  | 海江田てつ |            |            |            |            |            |  |  |            |            |            |            |            |            |  |  |            |            |            |            |            |            |  |  |          |          |          |          |          |          |  |  |
|          |          |          |          |          |          |  |  |            |            |            |            |            |            |  |  |            |            |            |            |            |            |  |  |            |            |            |            |            |            |  |  |            |            |            |            |            |            |  |  |          |          |          |          |          |          |  |  |
|          |          |          |          |          |          |  |  |            |            |            |            |            |            |  |  |            |            |            |            |            |            |  |  | 東郷彪     | 東郷彪     | 東郷彪     | 東郷彪     | 東郷彪     | 東郷彪     |  |  | 東郷一雄   | 東郷一雄   | 東郷一雄   | 東郷一雄   | 東郷一雄   | 東郷一雄   |  |  |          |          |          |          |          |          |  |  |
|          |          |          |          |          |          |  |  |            |            |            |            |            |            |  |  |            |            |            |            |            |            |  |  | 東郷彪     | 東郷彪     | 東郷彪     | 東郷彪     | 東郷彪     | 東郷彪     |  |  | 東郷一雄   | 東郷一雄   | 東郷一雄   | 東郷一雄   | 東郷一雄   | 東郷一雄   |  |  |          |          |          |          |          |          |  |  |
|          |          |          |          |          |          |  |  |            |            |            |            |            |            |  |  | 東郷平八郎 |            |            |            |            |            |  |  |            |            |            |            |            |            |  |  |            |            |            |            |            |            |  |  |          |          |          |          |          |          |  |  |
|          |          |          |          |          |          |  |  |            |            |            |            |            |            |  |  |            |            |            |            |            |            |  |  |            |            |            |            |            |            |  |  |            |            |            |            |            |            |  |  |          |          |          |          |          |          |  |  |
|          |          |          |          |          |          |  |  | 有村兼武   |            |            |            |            |            |  |  |            |            |            |            |            |            |  |  |            |            |            |            |            |            |  |  |            |            |            |            |            |            |  |  |          |          |          |          |          |          |  |  |
|          |          |          |          |          |          |  |  |            |            |            |            |            |            |  |  |            |            |            |            |            |            |  |  |            |            |            |            |            |            |  |  |            |            |            |            |            |            |  |  |          |          |          |          |          |          |  |  |
|          |          |          |          |          |          |  |  |            |            |            |            |            |            |  |  |            |            |            |            |            |            |  |  |            |            |            |            |            |            |  |  |            |            |            |            |            |            |  |  |          |          |          |          |          |          |  |  |
|          |          |          |          |          |          |  |  | 有村兼清   |            |            |            |            |            |  |  |            |            |            |            |            |            |  |  |            |            |            |            |            |            |  |  |            |            |            |            |            |            |  |  |          |          |          |          |          |          |  |  |
|          |          |          |          |          |          |  |  |            |            |            |            |            |            |  |  |            |            |            |            |            |            |  |  |            |            |            |            |            |            |  |  |            |            |            |            |            |            |  |  |          |          |          |          |          |          |  |  |
|          |          |          |          |          |          |  |  |            |            |            |            |            |            |  |  |            |            |            |            |            |            |  |  |            |            |            |            |            |            |  |  |            |            |            |            |            |            |  |  |          |          |          |          |          |          |  |  |
|          |          |          |          |          |          |  |  | 有村國彦   | 有村國彦   | 有村國彦   | 有村國彦   | 有村國彦   | 有村國彦   |  |  | 有村國太郎 | 有村國太郎 | 有村國太郎 | 有村國太郎 | 有村國太郎 | 有村國太郎 |  |  | 有村國秀   | 有村國秀   | 有村國秀   | 有村國秀   | 有村國秀   | 有村國秀   |  |  | 有村國宏   | 有村國宏   | 有村國宏   | 有村國宏   | 有村國宏   | 有村國宏   |  |  | 有村國俊 | 有村國俊 | 有村國俊 | 有村國俊 | 有村國俊 | 有村國俊 |  |  |
|          |          |          |          |          |          |  |  | 有村國彦   | 有村國彦   | 有村國彦   | 有村國彦   | 有村國彦   | 有村國彦   |  |  | 有村國太郎 | 有村國太郎 | 有村國太郎 | 有村國太郎 | 有村國太郎 | 有村國太郎 |  |  | 有村國秀   | 有村國秀   | 有村國秀   | 有村國秀   | 有村國秀   | 有村國秀   |  |  | 有村國宏   | 有村國宏   | 有村國宏   | 有村國宏   | 有村國宏   | 有村國宏   |  |  | 有村國俊 | 有村國俊 | 有村國俊 | 有村國俊 | 有村國俊 | 有村國俊 |  |  |
|          |          |          |          |          |          |  |  |            |            |            |            |            |            |  |  |            |            |            |            |            |            |  |  |            |            |            |            |            |            |  |  |            |            |            |            |            |            |  |  |          |          |          |          |          |          |  |  |
|          |          |          |          |          |          |  |  |            |            |            |            |            |            |  |  |            |            |            |            |            |            |  |  |            |            |            |            |            |            |  |  | 有村國孝   | 有村國孝   | 有村國孝   | 有村國孝   | 有村國孝   | 有村國孝   |  |  | 有村治子 | 有村治子 | 有村治子 | 有村治子 | 有村治子 | 有村治子 |  |  |
|          |          |          |          |          |          |  |  |            |            |            |            |            |            |  |  |            |            |            |            |            |            |  |  |            |            |            |            |            |            |  |  | 有村國孝   | 有村國孝   | 有村國孝   | 有村國孝   | 有村國孝   | 有村國孝   |  |  | 有村治子 | 有村治子 | 有村治子 | 有村治子 | 有村治子 | 有村治子 |  |  |
|          |          |          |          |          |          |  |  |            |            |            |            |            |            |  |  |            |            |            |            |            |            |  |  |            |            |            |            |            |            |  |  |            |            |            |            |            |            |  |  |          |          |          |          |          |          |  |  |
|          |          |          |          |          |          |  |  |            |            |            |            |            |            |  |  |            |            |            |            |            |            |  |  |            |            |            |            |            |            |  |  |            |            |            |            |            |            |  |  | 有村國知 |          |          |          |          |          |  |  |
|          |          |          |          |          |          |  |  |            |            |            |            |            |            |  |  |            |            |            |            |            |            |  |  |            |            |            |            |            |            |  |  |            |            |            |            |            |            |  |  |          |          |          |          |          |          |  |  |

## 選挙歴
| 当落 | 選挙                     | 執行日         | 年齢 | 選挙区       | 政党       | 得票数     | 得票率 | 定数 | 得票順位 /候補者数 | 政党内比例順位 /政党当選者数 |
| ---- | ------------------------ | -------------- | ---- | ------------ | ---------- | ---------- | ------ | ---- | ------------------ | ---------------------------- |
| 当   | 第19回参議院議員通常選挙 | 2001年07月29日 | 30   | 参議院比例区 | 自由民主党 | 11万4260票 | ーー   | 48   | 19/27              | 19/20                        |
| 当   | 第21回参議院議員通常選挙 | 2007年07月29日 | 36   | 参議院比例区 | 自由民主党 | 20万1294票 | ーー   | 48   | 14/35              | 14/14                        |
| 当   | 第23回参議院議員通常選挙 | 2013年07月21日 | 42   | 参議院比例区 | 自由民主党 | 19万1343票 | ーー   | 48   | 12/29              | 12/18                        |
| 当   | 第25回参議院議員通常選挙 | 2019年07月21日 | 48   | 参議院比例区 | 自由民主党 | 20万6221票 | ーー   | 50   | 10/33              | 10/19                        |
| 当   | 第27回参議院議員通常選挙 | 2025年07月20日 | 54   | 参議院比例区 | 自由民主党 | 16万6025票 | ーー   | 50   | 9/31               | 9/12                         |